# Gaaden (Dolna Austria)
Gaaden – gmina w Austrii, w kraju związkowym Dolna Austria, w powiecie Mödling, leży na południe od Wiednia. Liczy 1 603 mieszkańców (1 stycznia 2014).